# Manfred Max-Neef
Manfred Max-Neef, né le 26 octobre 1932 à Valparaíso (Chili) et mort le 8 août 2019 à Valdivia, est un économiste et environnementaliste chilien principalement connu pour son modèle de développement humain basé sur les besoins humains fondamentaux.

## Biographie
Manfred Max-Neef a obtenu son doctorat à l'Université de Jordanie[Quoi ?].
Dans les années 1950, Manfred Max-Neef a commencé par travailler pour la compagnie pétrolière Shell ;  mais dès 1960, il est professeur d'économie à l'Université de Californie, Berkeley. À ce titre, il est invité dans de nombreuses universités des Amériques.
En 1981, il a écrit son livre le plus connu, From the Outside Looking In: Experiences in Barefoot Economics qui décrit ses expériences pratiques en économie parmi les pauvres en Amérique du Sud.
La même année, il a fondé le Centre pour le Développement Alternatif (CEPAUR). 
De 1993 à 2001, Manfred Max-Neef est recteur de l'université australe du Chili à Valdivia.
Il fait valoir que les modèles traditionnels de développement économique et leur mode d'analyse et de mesure (telles que le produit intérieur brut - PIB) ne prennent pas en compte l'être humain dans ses dimensions sociales et psychologiques, pas plus qu'elle ne prennent en considération les aspects environnementaux impactés par l'activité humaine et qui l'affectent à leur tour.
Manfred Max-Neef est membre honoraire du Club de Rome et conseiller du Conseil pour l'avenir du monde.

## Théorie des besoins humains fondamentaux
« On croit traditionnellement que les besoins humains tendent à être infinis, qu'ils changent tout le temps, qu'ils sont différents dans chaque culture ou environnement et qu'ils sont différents à chaque période historique. Il est suggéré ici que ces hypothèses sont inexactes, car elles sont le produit d'une lacune conceptuelle. » 
Manfred Max-Neef pense que la supposition selon laquelle les besoins humains sont infinis et qu'ils changent tout le temps est fausse et provient du fait que nous ne distinguons pas, d'une part, les besoins humains, et d'autre part, les choses par lesquelles nous satisfaisons nos besoins - et que nous appelons pourtant "besoin". Par exemple, nous avons tendance à dire que la nourriture est un « besoin ». Or selon Manfred Max-Neef, la nourriture n'est pas un besoin mais un « combleur » (ou "satisfiers" en anglais) qui répond à notre besoin de subsistance.
Quand il évoque le concept des besoins humains fondamentaux, Manfred Max-Neef opère ainsi une stricte distinction entre les besoins et les "combleurs". Selon lui, un besoin est un état interne et doit être distingué de l'objet extérieur par lequel on le satisfait. 
Les besoins humains fondamentaux sont en nombre fini, peu nombreux, classifiables et invariables (ils restent les mêmes, peu importe la période historique, et d'autres déterminants tels que la culture, les conditions matérielles dans lesquelles vivent les individus tels que leurs niveaux économiques et sociaux).
Ses recherches lui ont permis d'aboutir à un modèle d'identification des besoins, décrivant ces neuf Besoins Humains Fondamentaux. Il s'agit des besoins de : Subsistance, Protection, Affection, Compréhension, Participation, Oisiveté, Création, Identité, Liberté. 
Son modèle se différencie ainsi de celui de Maslow, notamment du fait qu'il ne hiérarchise pas les besoins selon un ordre nécessaire. Manfred Max-Neef avance qu'ils peuvent demander à être satisfaits de manière simultanée, et en tout cas sans ordre préétabli. Ce qui varie, c'est la manière dont nous tentons de satisfaire ces besoins.

## Reconnaissance
Manfred Max-Neef a été récipiendaire du prix Nobel alternatif en 1983, « pour la revitalisation des petites et moyennes collectivités à travers “ Barefoot Economics ” . ».

## Œuvres
- (en) Manfred Max-Neef, From the outside looking in : Experiences in, Dag Hammarskjold Foundation, 1982, 208 p. (ISBN 978-91-85214-10-5)
- (en) Manfred Max-Neef et Paul Ekins, Real Life Economics : Understanding Wealth Creation, Routledge, 1992, 488 p. (ISBN 978-0-415-07977-8)
- (en) Manfred Max-Neef, Human Scale Development ; Conception, Application and Further Reflections, The Apex Press, 1991

## Sources
- « Pour le bonheur », sur www.reajc.be (consulté le 21 mars 2017)